# Marquesado de Jarandilla
El Marquesado de Jarandilla es un título nobiliario otorgado a Fernando Álvarez de Toledo Portugal El Santo por el rey Felipe III de España, el 8 de marzo de 1599, primogénito de los condes de Oropesa y quien fuera luego VI conde de Oropesa, II marqués de Frechilla y Villarramiel y IV conde de Deleytosa.
En 1312 el papa Clemente V disolvió la Orden del Temple, por lo que la aldea de Jarandilla y el castillo, dentro de la jurisdicción de Plasencia, revirtieron a la corona de Fernando IV de Castilla «el Emplazado». El 6 de junio de 1369, García Álvarez de Toledo maestre de la Orden de Santiago, recibió del rey Enrique II los señoríos de Jarandilla y Tornavacas, a cambio de su renuncia a dicho maestrazgo en favor de Gonzalo Mexía. Fue el primer señor de Jarandilla y posteriormente; "a conquista, quedó aldea de Plasencia, se da en señorío por el rey Don Enrique, en 6 de junio de 1407, á Don Garcia Alvarez de Toledo, conde de Oropesa". El señorío de Jarandilla estará siempre vinculado a miembros de esta familia, quedando finalmente adscrito al Condado de Oropesa, formando parte del mayorazgo creado con los territorios al sur del sistema Central.
En 1447 don Fernando Álvarez de Toledo IV señor de Oropesa, sin contar con licencias ni permisos del Concejo de Plasencia, construyó un importante castillo dominando la, gargantas de Jaranda y Jarandilleja, gracias  a su matrimonio con doña Leonor de Zúñiga, hija de don Álvaro de Zúñiga y Guzmán, Conde de Plasencia y justicia mayor de la ciudad. La construcción dio lugar a protestas de los regidores de Plasencia, que no fueron atendidos.
En el castillo de Jarandilla don Fernando Álvarez de Toledo y Figueroa, IV Conde de Oropesa y señor de Jarandilla y Cabañas hospedó al emperador Carlos I de España, desde el 12 de noviembre de 1556 hasta el 3 de febrero de 1557,  mientras le acondicionaban el Monasterio de Yuste, antes de su retiro y desde donde siguió las obras de remodelación. 
Para llegar a Jarandilla desde Tornavacas el emperador tuvo que realizar un viaje largo y duro, carazterizado por una naturaleza abrupta. Carlos I fue llevado a hombros por los lugareños y desde entonces la comarca ha sido llamada el «puerto del Emperador» convirtiéndose Jarandilla, hasta el fallecimiento de su majestad, el 21 de septiembre de 1558, en el centro del mundo, llegando los más importantes nobles y funcionarios del momento. En la hora de su muerte rodeaban a Carlos I, aparte de su confesor fray Juan de Regla y varios monjes de Yuste, el señor de Jarandilla con algunos de sus familiares y el arzobispo de Toledo, fray Bartolomé de Carranza.